# شین بورگوس
شین بورگوس (انگلیسی: Shane Burgos؛ زادهٔ ۱۹ مارس ۱۹۹۱) ورزشکار هنرهای رزمی ترکیبی اهل ایالات متحده آمریکا است. وی از سال ۲۰۱۳ میلادی تاکنون مشغول فعالیت بوده‌است.